# Фиалковска, Янина
Янина Фиалковска (англ. Janina Fialkowska, род. 7 мая 1951, Монреаль, Квебек, Канада) — современная канадская академическая пианистка, основательница коллектива Piano Six и Вулфвиллского международного фортепианного фестиваля. Лауреат I международного конкурса им. Артура Рубинштейна, Премии генерал-губернатора, премии «Джуно» за лучший классический альбом в исполнении солиста или камерного ансамбля, офицер ордена Канады.

## Биография
Родилась в 1951 году в Монреале в семье канадки и иммигранта из Польши. В 5 лет начала учиться игре на фортепиано, первой учительницей стала мать. В дальнейшем училась в музыкальной школе Венсан-д’Инди у Ивонны Юбер. В 1966 году завоевала первый приз на телевизионном конкурсе CBC «Jeunesse oblige» (отделение классической музыки), а в 1967 году — на Квебекском музыкальном фестивале.
В 1968 году окончила обучение на степень бакалавра музыки в Монреальском университете (в 1978 году в этом же университете получила степень магистра). После получения первой степени провела год в Париже, где занималась у Ивонн Лефебюр. В 1969 году победила на Фестивале талантов CBC. В том же году получила стипендию Совета Канады на обучение в Джульярдской школе (Нью-Йорк). В Нью-Йорке училась у Саши Городницкого, с которым продолжала работать до 1976 года и снова, в качестве личного ассистента, с 1979 по 1984 год. В 1971 году стала финалисткой Монреальского международного конкурса исполнителей, а в 1974 году разделила третий приз на I международном конкурсе им. Артура Рубинштейна.
Начиная с 1975 года давала сольные концерты в Северной и Южной Америке и Европе. Выступала также как приглашённая пианистка с Лос-Анджелесским филармоническим, Лондонским филармоническим, Королевским филармоническим, Израильским филармоническим, Торонтским симфоническим, Шотландским национальным оркестрами, оркестром «Консертгебау» (Амстердам), оркестром Халле (Манчестер), оркестром Национального центра искусств (Оттава) и другими коллективами, исполняя фортепианные концерты Листа, Моцарта, Прокофьева и Рахманинова. Ряд записей выполнила с композитором и аранжировщиком Дэниелом Лихтом и сопрано Джоанной Коломыец.
В 1990 году с Чикагским симфоническим оркестром дала премьерное исполнение ми-бемольного концерта Листа, который отыскал музыковед Джей Розенблатт. Среди работ Фиалковской также премьеры произведений Либби Ларсен, Анджея Пануфника, Питера Пола Копровского и Марьяна Мозетича. В Лондоне осуществила запись полного собрания фортепианных произведений Шопена для Би-би-си.
В 1993 году основала коллектив Piano Six. Также является основательницей Вулфвиллского международного фортепианного фестиваля. В 2002 году у Фиалковской была диагностировала злокачественная опухоль в левой руке. После операции по удалению опухоли пианистка надолго прервала концертную деятельность, на первых выступлениях после возвращения исполняя фортепианные концерты для левой руки Равеля и Прокофьева, адаптированные для правой руки, но впоследствии вернулась к полному репертуару.

## Награды и звания
- 3-я премия Международного конкурса пианистов имени Артура Рубинштейна (1974)
- Офицер ордена Канады (2001)
- Выбор критиков журнала American Record Guide (2001, Transcendental Études)
- Почетный доктор Университета Акадия (2006)
- Премия генерал-губернатора в области исполнительских искусств за дело жизни (2012)
- Премия BBC Music Magazine за лучший инструментальный компакт-диск года (2013, Chopin Recital 2)[3]
- «Джуно» за лучший классический альбом в исполнении солиста или камерного ансамбля (2018, Chopin Recital 3)[4]. Многократно номинировалась на «Джуно» в этой же категории (1997, 1998, 2002, 2014, 2017) и в категории «Лучший классический альбом в исполнении большого ансамбля или солистов в сопровождении большого ансамбля» (2001 — с Филармоническим оркестром Калгари, 2011 — с Ванкуверским симфоническим оркестром)[5].